# Bachmutśke
Bachmutśke (ukr. Бахмутське) – wieś na Ukrainie, w obwodzie donieckim, w rejonie bachmuckim, w hromadzie Sołedar. W 2001 liczyła 784 mieszkańców.